# Leenderbos, Groote Heide & De Plateaux
Leenderbos, Groote Heide & De Plateaux is een Natura 2000-gebied (classificatie:Hogere zandgronden, nummer 136) in de Nederlandse provincie Noord-Brabant. Het gebied ligt verdeeld in de gemeenten Bergeijk, Cranendonck, Eersel, Eindhoven, Geldrop-Mierlo, Heeze-Leende, Valkenswaard, Veldhoven, Waalre en heeft een totale oppervlakte van 4356 ha.
Het natuurgebied ligt op een aaneengesloten zandrug tussen Eindhoven en het Belgische Achel. Het bestaat uit naaldbossen en heidevelden en wordt doorsneden door enkele beekdalen. Het is onderdeel van het Kempische landschap dat gekenmerkt wordt door hoogteverschillen die tijdens de laatste ijstijd zijn ontstaan door dekzandafzettingen. Het gebied bestaat uit de deelgebieden Leenderbos, Groote Heide, de Malpie en de Plateaux. Het sluit bovendien aan bij natuurgebieden in België. Het grensoverschrijdend geheel wordt ook aangeduid als: Natuurgrenspark De Groote Heide  met Leenderbos, Groote Heide & De Plateaux en Belgische natuurgebieden als Hageven en Beverbeekse Heide.

## Ligging en omgeving
Globaal gezien ligt de bedoelde zandrug en bosgordel tussen de Dommel in het westen en de Kleine Dommel in het oosten. Het gebied wordt aan de westkant begrensd door het dal van de Tongelreep, aan de oostkant door het dal van de Strijper Aa en de landbouwgronden rond Leende en Heeze.
Zuidelijk van Valkenswaard, waar de Tongelreep en de Dommel op korte afstand van elkaar lopen, gaan de natuurgebieden van de Groote Heide en omgeving naar het westen over in het bos- en heidereservaat de Malpie en het beekdalreservaat de Malpiebeemden.
Het gebied ligt voor het grootste deel in de gemeente Heeze-Leende, verder in de gemeenten Eindhoven, Waalre en Valkenswaard.
Van de middeleeuwen tot ongeveer 1900 was er sprake van een groot heideveld, slechts doorsneden door enkele zandpaden en de weg van Leende naar Valkenswaard. De heide strekte zich ononderbroken uit over een kleine twintig kilometer lengte van noord naar zuid tussen Eindhoven en het Belgische Achel. Het is nog steeds vrij gebruikelijk is om het gehele gebied aan te duiden als de "Grote Heide". De Stratumse heide en daarbij aansluitende Groote Heide heetten toen ze nog eigendom waren van de familie Philips tezamen "Leenderheide" hoewel ze niet direct in de buurt van Leende lagen. De naamgeving in dit gebied geeft dan ook nogal eens aanleiding tot verwarring.

#### Bossen
In het Leenderbos heeft veel naaldhoutaanplant plaatsgevonden tussen 1932 en 1941, veelal in het kader van werkverschaffingsprojecten voor werklozen. In het bos zijn enkele gebouwtjes uit deze periode bewaard gebleven. Men plantte niet alleen grove den ten behoeve van de mijnhoutproductie, maar vooral ook kwalitatief betere en meer productieve houtsoorten als de Douglasspar. Ook in de bosgebieden noordwestelijk van Heeze zijn wel betere houtsoorten geplant.
Elders in de Groote Heide en omgeving zijn bijna uitsluitend bossen met grove den aangelegd. De naaldhoutbossen maken tegenwoordig overal geleidelijk plaats voor loofhout, bij die omvorming ligt op veruit de meeste plaatsen de nadruk op behoud en herstel van natuurwaarden.

#### Heidevelden
Op drie plaatsen in het beschreven gebied zijn uitgestrekte heidevelden bewaard gebleven: De Groote Heide bij Geldrop, de Heide aan het Diepmeerven en de heiden in Baronie Cranendonck, middelgrote heidegebieden zoals de Spinsterberg, de Stratumse heide en de Hasselsvennen. Verder komen er veel restanten in de vorm van kleine heidegebiedjes voor.
In het Leenderbos werden bij een aantal vennen bewust het aangrenzend heidegebied gespaard voor het landschappelijk effect. Het betreft Galberg (8 ha), Laagveld (22 ha), Dorven (10 ha) en Hasselsvennen (43 ha). Het Klein Hasselsven (5 ha) is een voorbeeld van een pingoruïne. Sinds omstreeks 2006 wordt een plan uitgevoerd waarbij men deze heidevelden vergroot en zo veel mogelijk onderling verbindt. De heidevelden in het Leenderbos worden begraasd door een kudde van 300 Kempense heideschapen.

##### Valkerij
De wijde omgeving van Valkenswaard was in vroeger tijden werkterrein voor talrijke valkeniers, die afkomstig waren uit Leenderstrijp en Valkenswaard. Het landgoed Valkenhorst en de plaats Valkenswaard danken er hun naam aan. Er lagen vangstplaatsen bij de Klotvennen en de Hasselsvennen. Restanten van de laatste vangstplaats zijn nog zichtbaar in de vorm van een ronde verhoging op de heide. Op de Groote Heide nabij de abdij van Achel is een tobhut of vangsthut nagebouwd waar uitleg over het werken met afgerichte roofvogels wordt gegeven. Goed afgerichte valken brachten enorme prijzen op zodat de valkerij een niet onaanzienlijke bron van inkomsten vormde.

#### Beekdalen
Globaal gezien ligt de beschreven zandrug tussen de dalen van de Dommel in het westen en de Kleine Dommel in het oosten. De grotenddeels rechtgetrokken Tongelreep loopt bij Valkenswaard westelijk langs het Leenderbos en bij Waalre door een landbouwenclave tussen de gemeentebossen van Aalst-Waalre, de Valkenhorst en Heezerhoeve.
In het westen van het Leenderbos en Valkenhorst werden, in het dal van de Tongelreep, visvijvers aangelegd op initiatief van sigarenfabrikanten uit Valkenswaard Later werden die uitgebaat door onder andere de Heidemij.
Bij het Groot Huisven ontspringt het kleine stroompje de Beekloop.
Een ca 100 ha groot gebied langs de Tongelreep werd in cultuur gebracht door de monniken van de Achelse Kluis. Nadat dezen hun landbouwactiviteiten staakten kwam het in bezit van Staatsbosbeheer, dat een natuurherstelproject uitvoerde inclusief een hermeandering van de Tongelreep. Dit project werd in 1995 afgerond.

## Versnippering en eigendommen
Sinds 1900 is dit gebied geleidelijk bebost en deels ontgonnen tot landbouwgebied en visvijvers in het dal van de Tongelreep. In omvang bleven de ontginning echter vrij beperkt en er bleven aanzienlijke oppervlakten heide gespaard. Ook ontstond een goed samenhangend bosgebied. Toch raakte het gebied in de tweede helft van de 20e eeuw ernstig versnipperd door de aanleg van de snelwegen A2 en A67, thans ook wel bekend als E25 en E34. De A2 wordt op twee plaatsen door fietspaden overbrugd, en de A67 wordt op één plaats door een fietspad overbrugd (en nog één net buiten het gebied). Sinds 2007 bestaan plannen om over de A2 en over de weg van Leende naar Valkenswaard zijn ecoducten aan te leggen. In 2013 is een start gemaakt met de bouw van deze ecoducten.

### Brabants Landschap
Noordelijk van het Leenderbos is het grootste deel in bezit van het Brabants Landschap dat de volgende landgoederen bezit:
- Valkenhorst: De Valkenhorst is inclusief Heezerhoeve, de Spinsterberg en een deel van de Valkenswaardse Visvijvers 798 ha groot. Het ligt noordelijk van de weg Leende-Valkenswaard en westelijk van de A2.
- Groote Heide Dit 332 ha grote gebied ligt ten zuiden van de A67 en ten oosten van de A2. Er liggen uitgestrekt heidevelden en enig bos.
- Stratumse Heide Dit is een ca 110 ha groot heidegebied dat op een enkel mooi stuk na met vliegdennen is dichtgegroeid.

### Gemeenten en particulieren
- De Gemeentebossen van Heeze-Leende beslaan in totaal zo'n 250 ha. Deze omvatten naast bos ook uitgestrekte heidegebieden waaronder de vennen en heiden van het Diepmeerven (130 ha) en de imposante stuifduinen met vliegdennen bij Heezerenbosch.
- Verder naar het oosten sluiten die gebieden aan bij de goeddeels particuliere bossen en landbouwgebieden in het 600 ha grote waterwingebied van Brabant Water, dat zich uitstrekt van de omgeving van het Diepmeerven tot vlak bij Geldrop. Dit bos bestaat deels uit betere houtsoorten. Het is qua natuur en voor de recreant bijzonder boeiend door de afwisseling van bossen met een aantal vennetjes verschillende natte weilandgebieden, zoals de Oeffels en het voormalige Groot Huisven. Deze gebieden strekken zich uit tot aan de 'Meelakkers' vlak bij Geldrop. Nu is dat een bosgebied, maar rond 100 jaar geleden lag hier een gehucht dat verlaten werd en teruggegeven aan de natuur.
- De uitgestrekte gemeentebossen van Waalre bij Aalst en de even uitgestrekte particuliere bossen in deze gemeente (onder andere van de familie Philips) bestaan bijna geheel uit grovedennenbos, gedeeltelijk op oud stuifzand. Met name zuidelijk van Aalst liggen diverse schilderachtige vennetjes met veenpluis en waterlelies, naast buurtjes met voorname villa's, zoals Treeswijk en Waltrilo.
- Aansluitend aan de gemeentebossen van Waalre ligt in de gemeente Valkenswaard een groot golfterrein. Op dit terrein komen verschillende (grotendeels met vliegdennen dichtgegroeide) heidevelden voor en een aantal vennen. Aan de oostrand meandert de Tongelreep.
- Aan de rand van de bebouwde kom van Valkenswaard, aan de Merendreef ligt het Grote Meer. Ondanks de verharde, promenade-achtige inrichting van de zuidelijke oever heeft dit vrij grote, schilderachtige ven veel bijzondere natuurwaarden weten te behouden.
- Ook in het Belgische gebied ten zuiden van de Achelse Kluis zijn uitgestrekte natuurgebieden te vinden, zoals Beverbeekse Heide, Binnenheide, Haarterheide en Lange Els. Deze liggen op het grondgebied van Achel.

### Boswachterij Leende
Het bezit van het Staatsbosbeheer beperkt zich tot de Boswachterij Leende en de Baronie Cranendonk, samen wel veruit het grootste natuurgebied op de zandrug van de voormalige Groote Heide. Veruit het grootste en belangrijkste natuurgebied in deze zandrug betreft het Leenderbos. De "Boswachterij Leende" had in 1996 een oppervlakte van 2309 ha, maar daartoe rekende men ook de heiden en overige natuurgebieden bij de Achelse kluis en Soerendonk, ook bekend als Baronie Cranendonk. Rond 1900 kocht Staatsbosbeheer het gedeelte ten zuiden van de weg Leende-Valkenswaard.
Het Leenderbos is een van de eerste bossen die bewust zodanig aangelegd werden dat het tevens een aantrekkelijk recreatiegebied zou worden. Daarom werd een aantal vennen met hun naaste omgeving van de bebossing uitgezonderd. In het zuiden bleef zelfs een uitgestrekt heide gespaard, maar dat was niet zozeer opzet maar eerder een gevolg van de Tweede Wereldoorlog. Het bos wordt gekenmerkt door een netwerk van gebogen singels en oude verbindingswegen. Er lopen heel wat wandel-, ruiter- en fietsroutes doorheen. De Kluizerweg, die van noord naar zuid door het bos loopt, is een smalle asfaltweg die ooit voor auto's is bedoeld, maar vanwege het streven naar een stiltegebied nu teruggebracht is tot een rustige fietsroute.

### Baronie Cranendonck
Baronie Cranendonck maakt deel uit van Boswachterij Leende, maar heeft een geheel eigen en nogal complex karakter. Het gebied is al met al zo'n 600 ha groot. Het omvatte niet de 'eigenlijke' boswachterij, maar wel de Groote heide en een keten van natuurgebieden ten noorden en westen van Soerendonk en Gastel met diverse moerassen, broekbossen en verschillende heidevelden. Zie:Baronie Cranendonck

## Recreatieve voorzieningen
- Door heel het gebied loopt een vrij dicht net van 'doorgaande' fietspaden, die tevens voor de recreatie zeer geschikt zijn.
- Een zeer bekend knooppunt van fietsroutes ligt bij de zogenaamde Hut van Mie Pils. Hier is een café met terras en een startpunt van diverse uitgezetten wandelroutes.
- Een bijzondere recreatieve fietsroute is aangelegd over het tracé van het voormalige spoorlijntje van Geldrop naar Valkenswaard.
- Aan een fietsroute naar de Achelse Kluis is een vangsthut voor valken nagebouwd.
- De oude stuifzandgebieden Molenheide (bij Leende) en Heezerenbosch (bij Heeze) hebben een functie als recreatiegebied met rondwandelingen en picknickweiden. In beide gebieden vindt men nog enkele 'kampjes' of 'bergjes', dat zijn in het voormalige stuifzand gelegen voormalige (aardappel)akkertjes die door eikenwallen worden omzoomd. Volgens een overlevering heeft bij de Molenheide, in de buurt van het huidige viaduct onder de A2, de legendarische 'Biblibonseberg' gelegen.
- In het noorden van het Leenderbos ligt een natuurkampeerterrein.
- Langs de weg van het Leenderbos naar Soerendonk ligt een vogelplas (het Soeriks Goor) met een vogelkijkhut.
- Voor de toeristen werd een uitkijktorentje gebouwd een kilometer noordelijk van de Achelse Kluis, waar de Tongelreep zijn oude loop terugkreeg.

## Bescherming
De gebieden Leenderbos, Groote Heide en delen van de gemeentebossen van Heeze (omgeving Diepmeerven) zijn samen met de Malpie en de Malpiebeemden aangewezen als Natura 2000-gebied.